# 프로젝트진지
프로젝트진지(Project.Jinji)는 2015년 싱글 앨범 [Cafe Romance]로 데뷔한 대한민국의 음악 그룹이다.

## 수상
- 제1회 옥천 지용 창작가요제 대상 (2016)